# Crépuscule d'épouvante
Crépuscule d'épouvante è un film muto del 1921 diretto da Henri Étiévant.

## Trama
Guillaume Brohan, sua moglie Simone e Michel Fortin hanno fatto fortuna cercando l'oro negli Stati Uniti. Si preparano per tornare in Francia ma Michel non vuole dividere per tre e cos' decide di partire con tutto. Simone lo sorprende e la strangola.
Guillaume, non si vendica uccidendolo e dice che gli darà dieci anni poi lo ucciderà. Dieci anni dopo, mentre Claire, la moglie di Michel viene aggredita dallo zingaro Zredsky, Guillaume lo afferra e mentre sta per ucciderlo, Michel spara e uccide Guillaume. 